# Aurelio Alonzi
Aurelio Alonzi (Falvaterra, 28 dicembre 1898 – Passo Termaber, 7 settembre 1936) è stato un militare italiano, insignito della medaglia d'oro al valor militare alla memoria nel corso delle grandi operazioni di polizia coloniale in Africa Orientale Italiana.

## Biografia
Nacque a Falvaterra, provincia di Frosinone, il 28 dicembre 1898, figlio di Giovanni e Bernardina Latini. Arruolatosi nel Regio Esercito nel giugno 1917 come soldato del 6º Reggimento del genio, prese parte alla prima guerra mondiale. L'anno successivo fu promosso aspirante ufficiale di fanteria e frequentata la Scuola mitraglieri di Torino, fu assegnato al battaglione complementare della Brigata Forlì.
Ammalatosi verso la fine del 1918, rientrò al deposito del 43º Reggimento fanteria e, nell'aprile del 1919, promosso sottotenente, fu chiamato a frequentare un corso pompieri presso il deposito del 50º Reggimento fanteria. Ultimato il corso gli venne affidato la direzione della sezione pompieri del Comando Genio della 1ª Armata dove fu promosso tenente. Dichiarato inabile al servizio a causa di infermità provenienti da cause derivanti dal servizio stesso, fu collocato in congedo nel corso del 1921. In vista del conflitto con l'Impero d'Etiopia in Africa orientale chiese, ed ottenne, di essere richiamato in servizio attivo. Imbarcatosi a Napoli il 6 maggio 1935, sbarcò a Massaua, Eritrea, quindici giorni dopo, assegnato al quartier generale del Corpo d'armata eritreo. Cadde in combattimento a Passo Termaber, nel corso delle grandi operazioni di polizia coloniale, il 7 settembre 1936, e fu decorato con la medaglia d'oro al valor militare alla memoria. 
Una scuola di Roma porta il suo nome.

### Fonti
1. 1 2 3 4 5 6 7  Combattenti Liberazione.
2. 1 2 3  Gruppo Medaglie d'Oro al Valor Militare 1965, p. 196.
3. ↑   Medaglia d'oro al valor militare Alonzi, Aurelio, su quirinale.it, Quirinale. URL consultato l'11 luglio 2021.